# Księga zasłużonych dla województwa przemyskiego
Księga zasłużonych dla województwa przemyskiego – wyróżnienie przyznawane w okresie Polskiej Rzeczypospolitej Ludowej w województwie przemyskim.
Księga została założona w 1976. Od tego czasu uroczystość wpisu do Księgi odbywała się w przeddzień Święta Pracy (obchodzonego 1 maja), a potem w przeddzień Święta Odrodzenia Polski (obchodzonego 22 lipca). Wyróżnienie było przyznawane od 1976. Przed 1981 wpisani zostali m.in. Władysław Goryl, Henryk Jaskuła. Od 1976 do 1980 wpisano 92 osoby. Do 1982 uhonorowano 107 osób. W lipcu 1982 uroczystość wpisania odbyła się po raz siódmy. W latach 1976–1983 uhonorowano 137 osób. Przed 1988 wyróżniono wpisem ponad 200 osób. W 1988 wpisy dokonano po raz trzynasty, a w 1989 po raz czternasty.
Ostatnie wpisy do księgi w okresie PRL dokonano w 1989, a rok później w 1990 nie kontynuowano tej tradycji.

## 1976
Uchwałą Egzekutywy Komitetu Wojewódzkiego PZPR w Przemyślu, wojewody przemyskiego i Prezydium Wojewódzkiej Rady Związków Zawodowych z 1976 zostało wpisanych do „Księgi zasłużonych dla województwa przemyskiego” 20 osób:
Władysław Chmielowiec (Przemyśl), Czesław Duzik (Lubaczów), Jan Dziedzic (Lubaczów), Kazimierz Gałajda (Lubin), Józef Groch (Ubieszyn), Marianna Kosik (Jarosław), Bronisława Krasiczyńska (Dynów), Franciszek Kuryło (Przeworsk), Jan Olszowy (Medyka), Helena Pasternak (Tarnawce), Józef Pawłowski (Przemyśl), Franciszek Persowski (Przemyśl), Jan Różański (Przemyśl), Stanisław Rusinek (Zalesie), Włodzimierz Steciak (Przemyśl), Tadeusz Tkacz (Jarosław), Stefania Węgrzyn (Jarosław), Józef Winiarski (Bircza), Łukasz Zawitkowski (Laszki), Ryszard Zielenkiewicz (Medyka).
Uroczystość odbyła się 28 kwietnia 1976 w Urzędzie Miejskim w Przemyślu.

## 1977
Uchwałą Egzekutywy Komitetu Wojewódzkiego PZPR w Przemyślu, wojewody przemyskiego i Prezydium Wojewódzkiej Rady Związków Zawodowych z 2 kwietnia 1976 zostało wpisanych do „Księgi zasłużonych dla województwa przemyskiego” 15 osób:
Zofia Irena Banasik (Jarosław), Bolesław Bielec (Przeworsk), Felicjan Dąmbski (Przemyśl), Władysław Dudek (Wylewa), Władysław Goryl (Jarosław] (Przemyśl), Józef Hawlicki (Przemyśl), Maria Jakubowska (Przemyśl), Józef Kasprzyk (Wyszatyce), Stanisława Komarzyca (Radymno), Stanisław Landa (Jarosław), Edward Plens (Jarosław), Marian Stroński (Przemyśl), Antoni Sywak (Przemyśl), Fabian Zając (Tywonia), Zbigniew Ziembolewski (Przemyśl).
Uroczystość odbyła się 28 kwietnia 1977 w Przemyślu.

## 1981
Uchwałą Prezydium Wojewódzkiego Frontu Jedności Narodu w Przemyślu z 15 lipca 1981 zostało wpisanych do „księgi zasłużonych dla województwa przemyskiego” 15 osób:
Leon Birn (Przemyśl), Józef Bobrowinicki, Antoni Duliban (Przeworsk), Zdzisław Hadel (Lubaczów), Bronisław Hess (Jarosław), Stanisław Kostur (Dynów), Władysław Kruk (gmina Laszki), Stanisław Kud (Mikulice), Mieczysław Malec (Przemyśl), Jan Ochenduszko (Sielec), Eulalia Piotrowicz (Przeworsk), Michał Płachta (Jarosław), Mieczysław Pragłowski (Przemyśl), Edward Salwach (Wielkie Oczy), Józef Szeremeta (Walawa). Uroczystość odbyła się 21 lipca 1981 w Urzędzie Miejskim w Przemyślu.

## 1982
Uchwałą Prezydium Wojewódzkiego Frontu Jedności Narodu w Przemyślu z 9 lipca 1982 zostało wpisanych do „księgi zasłużonych dla województwa przemyskiego” 15 osób za ofiarność w pracy zawodowej i działalności społecznej:
Stanisław Brzyski (Dachnów), Marian Burzyński (Przemyśl), Józef Galant (Przemyśl), Julian Gardyan (Rokietnica), Stanisław Głaz (Zarzecze), Janina Jakubiec (Tryńcza), Stanisław Jucha (Jarosław), Stanisław Jurkiewicz (Mirocin), Adolf Kochanowicz (Przemyśl), Jan Krasicki (Przemyśl), Mieczysław Kutarski (Przemyśl), Włodzimierz Onuszkanicz (Przemyśl), Jan Osada (Jarosław), Antoni Rachwał (Przemyśl), Leon Trybalski (Przeworsk).
Uroczystość odbyła się 20 lipca 1982 w Urzędzie Miejskim w Przemyślu.

## 1983
Postanowieniem Prezydium Wojewódzkiej Rady Narodowej w Przemyślu z 13 lipca 1983 zostało wpisanych do „Księgi ludzi zasłużonych dla województwa przemyskiego” 15 osób:
Eugeniusz Banaś (Dynów), Piotr Bojarski (Majdan Sieniawski), Maria Bukowa (Lubaczów), Franciszek Czarniecki (Przemyśl), Julian Cwynar (Sośnica Jarosławska), Edward Dzikiewicz (Przeworsk), Józefa Jasiewicz (Munina), Marian Kozłowski (Przemyśl), Jan Niemiec (Przemyśl), Zygmunt Osada (Pruchnik), Józef Pieniążek (Przeworsk), Anna Pniewska (Hadle Szklarskie), Irena Śliwa (Przemyśl), Tadeusz Świątnicki (Przemyśl), Paweł Wilczyński (Jarosław).
Uroczystość odbyła się 21 lipca 1983 w Przemyślu.

## 1984
Postanowieniem Wojewódzkiej Rady Narodowej w Przemyślu z 16 lipca 1984 zostało wpisanych do „Księgi zasłużonych dla województwa przemyskiego” 20 osób:
Edward Baran (Orzechowce), Władysław Dąbrowa (Przemyśl), Zygmunt Ferenc (Przemyśl), Tadeusz Granda (Rożniatów), Michał Górski (Jarosław), Adam Jakielaszek (Kańczuga), Franciszek Jezuit (Lubaczów), Mieczysław Kwolek (Przemyśl), Jan Małecki (Adamówka), Ludwik Melnarowicz (Jarosław), Antoni Miara (Przemyśl), Tomasz Mroszczyk (Nowosielce), Stefan Pasławski (Przemyśl), Józef Ryzner (Przeworsk), Józefa Schneider (Przemyśl), Kamil Strauss (Jarosław), Władysław Sura (Kuńkowce), Rudolf Szozda (Tryńcza), Kazimierz Tadla (Przemyśl), Jan Węglowski (Przemyśl).
Uroczystość odbyła się 20 lipca 1984 w sali obrad MRN w Przemyślu.

## 1986
Uchwałą Prezydium Wojewódzkiej Rady Narodowej w Przemyślu z 9 lipca 1986 zostało wpisanych do „Księgi zasłużonych dla województwa przemyskiego” 15 osób, które swoją pracą zawodową oraz działalnością społeczno-polityczną przyczyniły się do rozwoju województwa, stając się wzorem godnym naśladowania i upowszechniania: 
Janina Buczko (Przemyśl), Tadeusz Bułaś (Kańczuga), Michał Ciołek (Jarosław), Alfred Czerny (Przemyśl), Franciszek Dorosz (Przemyśl), Stanisław Jagodziński (Lubaczów), Władysław Manasterski (Laszki), Wanda Orłowska (Jarosław), Zbigniew Pawlak (Jarosław), Stanisław Pominkiewicz (Przemyśl), Stanisław Skoroszewski (Przeworsk), Czesława Sroczyk (Przemyśl), Kazimierz Wolski (Sieniawa), Stanisław Zając (Gać), Sylwester Zygmunt (Radymno).
Uroczystość odbyła się 21 lipca 1986 w sali Miejskiej Rady Narodowej w Tarnobrzegu.

## 1987
Uchwałą Prezydium Wojewódzkiej Rady Narodowej w Przemyślu z 25 czerwca 1987 zostało wpisanych do „Księgi zasłużonych dla województwa przemyskiego” 20 osób, które swoją pracą zawodową oraz działalnością społeczno-polityczną przyczyniły się do rozwoju województwa przemyskiego, stając się wzorem godnym naśladowania i upowszechniania: 
Tadeusz Gibalewicz (Przemyśl), Tadeusz Hoffman (Przemyśl), Jan Jawornicki (Przemyśl), Władysław Karpiński (Żurawica), Zdzisław Kochanowski (Krasiczyn), Jadwiga Leniar (Przeworsk), Bolesław Lęcznar (Jarosław), Marian Mokrzycki (Barycz), Julian Opryszko (Przemyśl), Józef Piwucki (Chotylub), Marian Puciło (Przemyśl), Władysław Siara (Radymno), Antoni Sobień (Munina), Wojciech Stanowski (Jarosław), Stefan Szewc (Jarosław), Jerzy Szmigielski (Jarosław), Józef Superson (Gać), Janina Uberman (Przeworsk), Adam Wąsik (Przemyśl), Stefania Zając (Stary Dzików).
Uroczystość odbyła się 20 lipca 1987 w Przemyślu.

## 1988
Uchwałą Prezydium Wojewódzkiej Rady Narodowej w Przemyślu z 11 lipca 1988 zostało wpisanych do „Księgi zasłużonych dla województwa przemyskiego” 20 osób, które swoją pracą zawodową oraz działalnością społeczno-polityczną przyczyniły się do rozwoju województwa przemyskiego, stając się wzorem godnym naśladowania i upowszechniania: 
Stanisław Beck (Przemyśl), Stanisław Błoński (Harta), Joanna Bury (Przemyśl), Adam Cisowski (Jarosław), Jan Cyran (Niżatyce), Ryszard Dalecki (Żurawica), Karol Dec (Tymce), Kazimierz Fedkiewicz (Przemyśl), Franciszek Stanisław Gajerski (Cieszanów), Kazimierz Galikowski (Przemyśl), Bogusław Gębarowicz (Przemyśl), Marian Janowski (Sierakośce), Cezariusz Kotowicz (Przemyśl), Jan Marszałek (Ulanica), Jan Możdżeń (Przemyśl), Franciszek Pantoła (Dubiecko), Stanisław Sobocki (Przemyśl), Zdzisław Więcław (Przemyśl), Marian Wisiecki (Starzawa), Tadeusz Zawitowski (Przemyśl).
Uroczystość odbyła się 21 lipca 1988 w sali MRN w Przemyślu.

## 1989
Postanowieniem Prezydium Wojewódzkiej Rady Narodowej w Przemyślu z 13 lipca 1989 zostało wpisanych do „Księgi zasłużonych dla województwa przemyskiego” 47 osób, które swoją pracą zawodową oraz działalnością społeczną i polityczną przyczyniły się do rozwoju województwa przemyskiego, stając się wzorem godnym naśladowania i upowszechniania: 
Aurelia Dorosz (Nehrybka), Eugeniusz Duda (Rozbórz Okrągły), Antoni Jaroch (Przemyśl), Józef Kapłon (Rokietnica), Zdzisław Konieczny (Przemyśl), Andrzej Koperski (Przemyśl), Emil Maciałek (Jarosław), Ryszard Maziarz (Przeworsk), Tadeusz Niemiec (Przemyśl), Jan Pająk (Przemyśl), Edmund Pawęzka (Przemyśl), Walenty Piekarz (Wietlin), Teresa Pinkowicz (Przemyśl), Józef Plucha (Lubaczów), Stefan Płocica (Zarzecze), Ryszard Sabat (Przemyśl), Mikołaj Sawczak (Przemyśl), Zdzisław Szewczyk (Jarosław), Alicja Szozda (Przeworsk), Andrzej Tymosz (gmina Stubno).
Uroczystość odbyła się 20 lipca 1989 w Przemyślu.